# Britt Stina Johansson
Britt Stina Johansson est une joueuse internationale allemande de rink hockey. 

## Palmarès
En 2016, elle participe au championnat du monde.